# Blitzzug der Liebe
Blitzzug der Liebe è un film muto del 1925 diretto da Johannes Guter.

## Trama
Innamorata del cugino Fred, Lissy ha però delle perplessità. Per ingelosirlo, contatta un'agenzia di accompagnatori di donne sole. Fred, allora, si prende anche lui un'accompagnatrice, la graziosa Kitty, amica di Charley, provocando la gelosia di quest'ultimo. La situazione degenera, con Lissy che, per rivalsa, decide di sposare Charley. Le due coppie si trovano coinvolte in un inseguimento sulle strade di montagna.

## Produzione
Il film fu prodotto dalla Universum Film (UFA).

## Distribuzione
In Germania, distribuito dalla Universum Film (UFA), il film fu presentato a Berlino il 6 maggio 1925. In Finlandia, uscì il 21 settembre di quello stesso anno.
L'Alliance Cinématographique Européenne (ACE) lo distribuì in Francia con il titolo Le Rapide de l'amour.